# W szachu
W szachu (ang. Matewan) – amerykański film historyczny z 1987 roku.
W 2023 roku został wprowadzony do Narodowego Rejestru Filmowego Stanów Zjednoczonych jako film „znaczący kulturowo, historycznie bądź estetycznie”.

## Opis fabuły
Hrabstwo Mingo, Zachodnia Virginia, rok 1920. Grupa górników, która nie może utworzyć związku zawodowego musi stawić czoło właścicielom kopalni i bandytom. Czarni i włoscy górnicy, których sprowadzono do kopalni jako łamistrajki, są między dwoma stronami konfliktu. Joe Kenehan, podejmuje się zadania zjednoczenia lokalnych górników czarnoskórych i Włochów.

## Obsada
- Chris Cooper - Joe Kenehan
- James Earl Jones - Few Clothes Johnson
- Mary McDonnell - Elma Radnor
- Will Oldham - Danny Radnor
- David Strathairn - Sid Hatfield, szef policji
- Ken Jenkins - Sephus Purcell
- Gordon Clapp - Griggs
- Kevin Tighe - Hickey
- Joe Grifasi - Fausto
- Jace Alexander - Hillard Elkins
- Nancy Mette - Bridey Mae
- John Sayles - Hardshell Preacher
- Bob Gunton - C.E. Lively
- Josh Mostel - Burmistrz Cabell Testerman

## Nagrody i nominacje
Oscary za rok 1987
- Najlepsze zdjęcia – Haskell Wexler (nominacja)

Amerykańskie Stowarzyszenie Operatorów Filmowych
- Haskell Wexler w 1988 otrzymał nominację do ASC w kategorii Najlepsze zdjęcia do filmu fabularnego

Film Independent
- Haskell Wexler w 1988 otrzymał nagrodę Independent Spirit w kategorii Najlepsze zdjęcia
- Maggie Renzi i Peggy Rajski w 1988 otrzymały nominacje do Independent Spirit w kategorii Najlepszy film
- James Earl Jones w 1988 otrzymał nominację do Independent Spirit w kategorii Najlepszy aktor drugoplanowy
- John Sayles w 1988 otrzymał nominacje do Independent Spirit w kategoriach Najlepszy reżyser i Najlepszy scenariusz